# Und (Ungarn)
Und (deutsch Undten, kroatisch Unda) ist eine ungarische Gemeinde im Kreis Sopron im Westen Ungarns. Die Grenze zu Österreich verläuft westlich in drei Kilometer Entfernung. Über 60 % der Bewohner zählen zur Volksgruppe der Kroaten.

## Lage
Und liegt am Alpenostrand, etwa 23 Kilometer südöstlich der Kreishauptstadt Sopron. Durch die Gemeinde verläuft die Landstraße Nr. 8626. Der nächste Bahnhof befindet sich gut zehn Kilometer östlich in Lövő.

## Sehenswürdigkeiten
- Römisch-katholische Kirche Szent Márton, erbaut 1750
- Dreifaltigkeitssäule, errichtet 1868

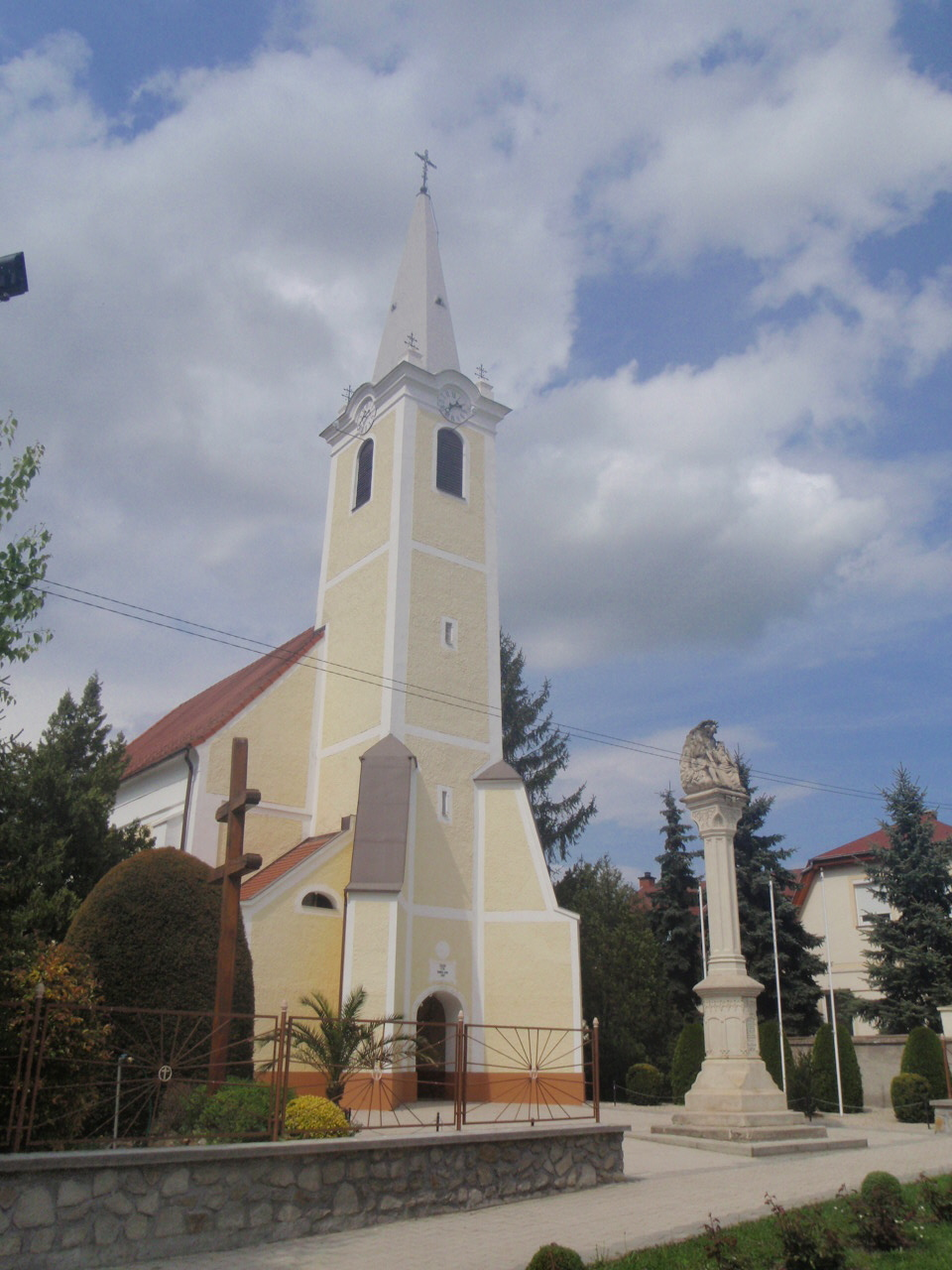
Römisch-katholische Kirche Sankt Márton
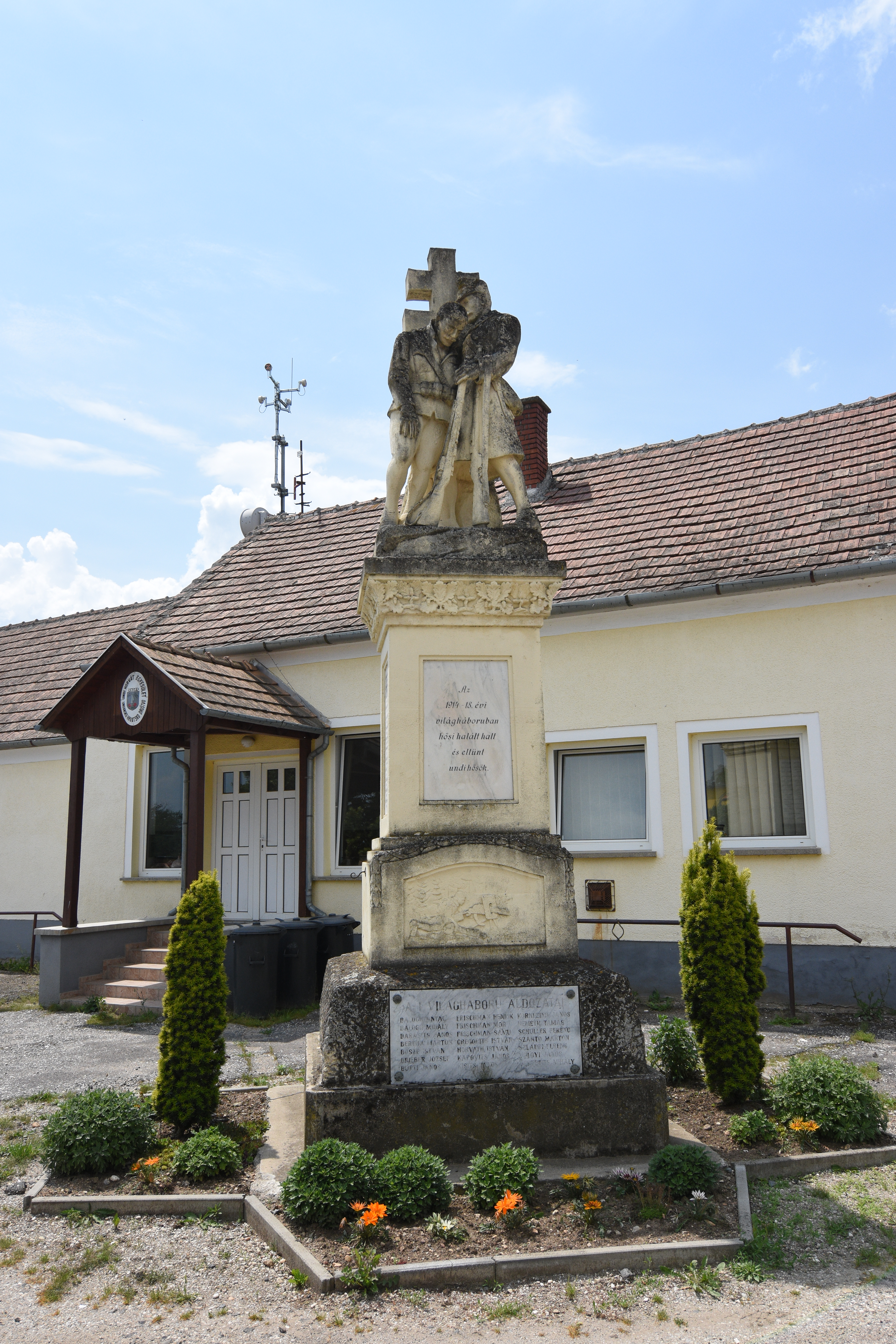
Gefallenendenkmal
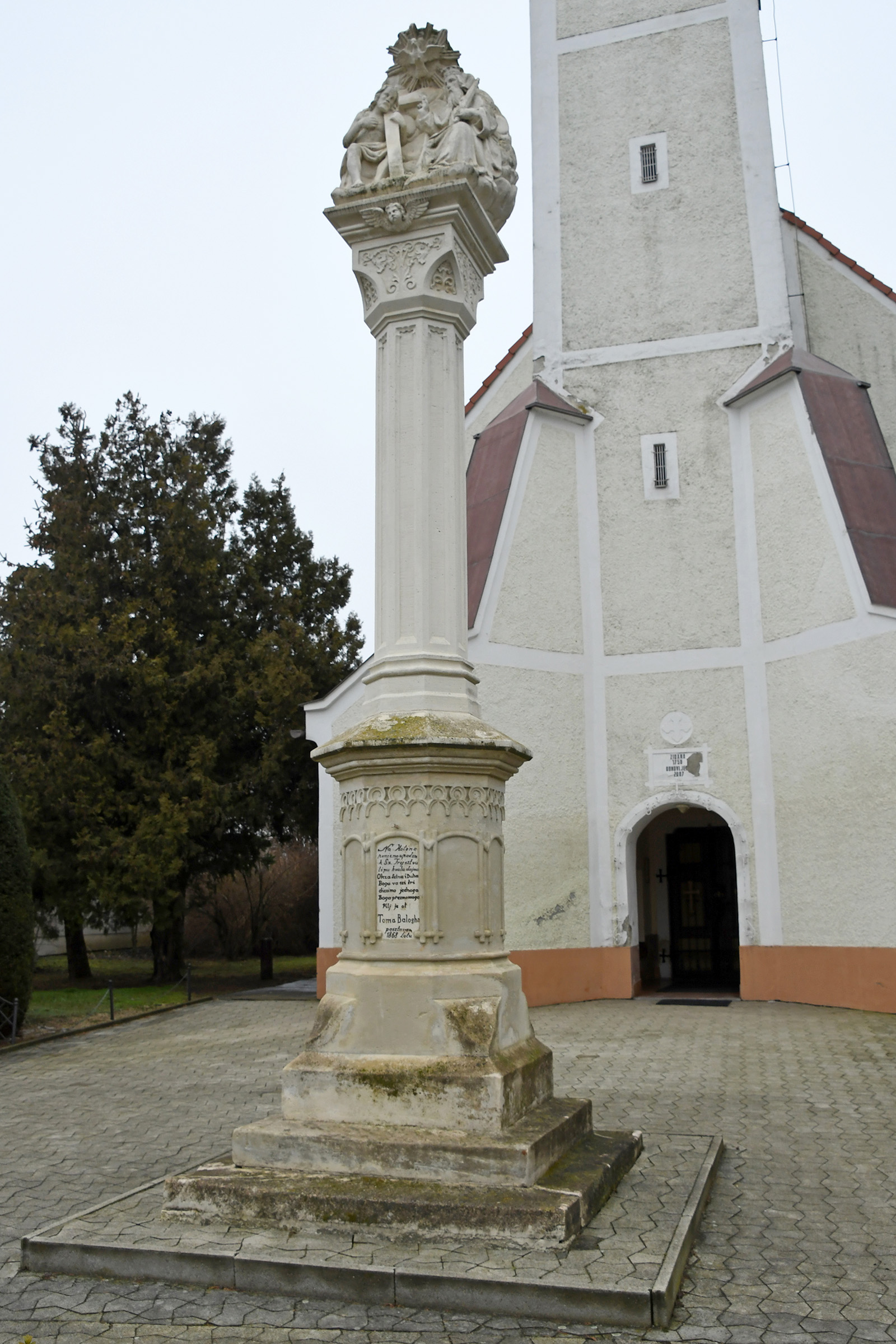
Dreifaltigkeitssäule
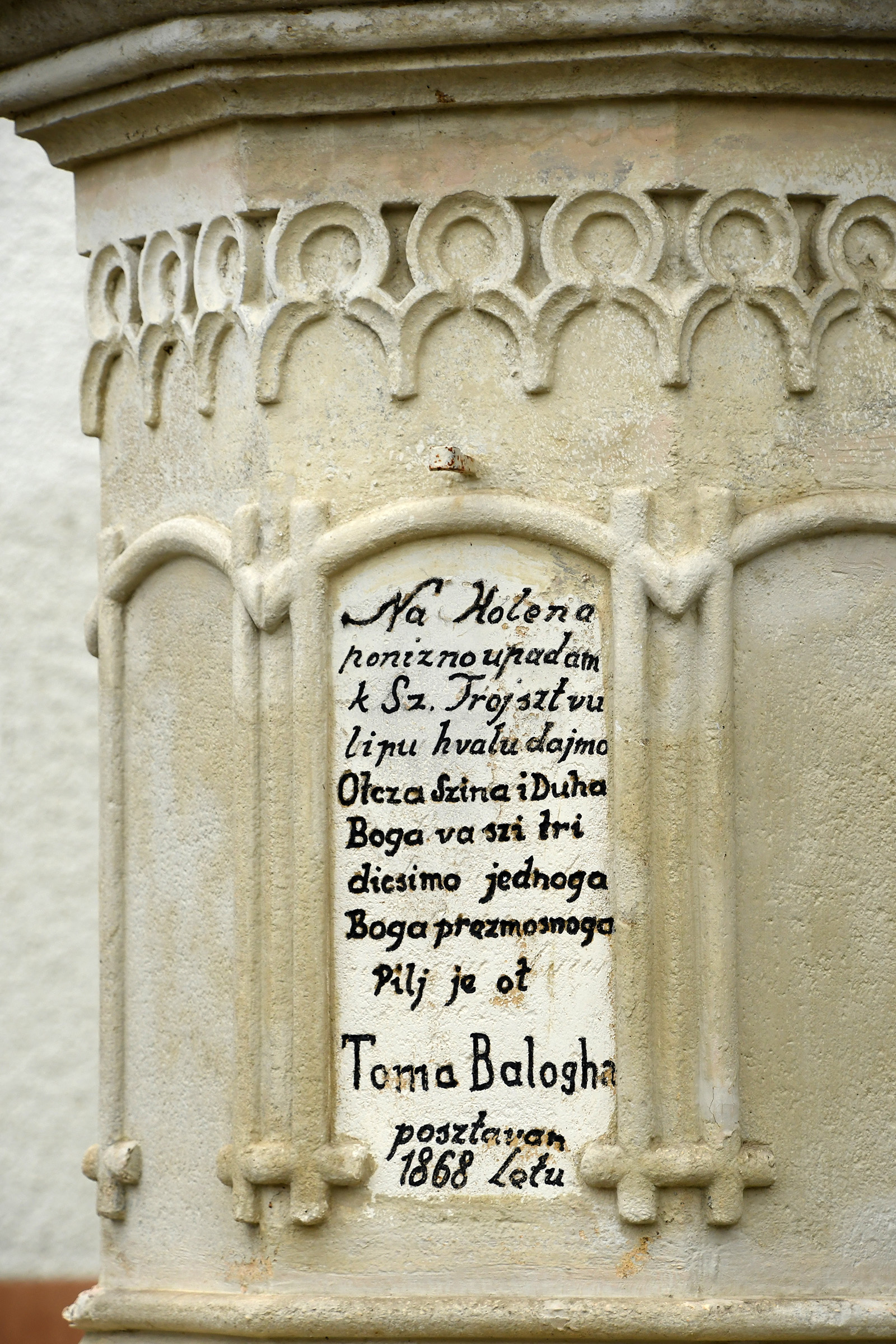
Inschrift an der Säule